# Hibiscus macilwraithensis
Hibiscus macilwraithensis är en malvaväxtart som först beskrevs av Paul Arnold Fryxell, och fick sitt nu gällande namn av Lyndley Alan Craven och B.E.Pfeil. Hibiscus macilwraithensis ingår i Hibiskussläktet som ingår i familjen malvaväxter. Inga underarter finns listade i Catalogue of Life.